# Cikloastragenol
Cikloastragenol je sapogenin koji je prisutan u biljci Astragalus membranaceus. On je u prodaji pod imenima TA-65 ili TA-65MD u SAD-u. Proizvodi ga kompanija Telomerase Activation Sciences, Inc.. TA-65 se pojavio na tržištu 2005.
Cikloastragenol umereno povećava aktivnost telomeraze i proliferativni kapacitet CD4 i CD8 T ćelija. Postoje indikacije da je on posebno efektivan kod citomegalovirus-pozitivnih osoba.